# Forêt nationale de Kisatchie
La forêt nationale de Kisatchie est une forêt fédérale protégée située dans l'État de la Louisiane, aux États-Unis.
Elle a été créée en 1930 par Herbert Hoover, et s'étend sur une surface de 2 440 km2.

## Protection
La forêt nationale de Kisatchie comprend une réserve intégrale, la réserve intégrale des Kisatchie Hills (35,12 km2).  Plus de la moitié du territoire de cette forêt abrite un écosystème pinifère.